# Liste de distributeurs de jeux vidéo
Un distributeur de jeux vidéo est une entreprise, interne ou externe à un éditeur de jeux vidéo, qui assure la distribution d'un produit auprès des grossistes.
Liste de distributeurs de jeux vidéo, triés par ordre alphabétique.
Légende :
- Nom distributeur — Localisation

- Haut – A
- B
- C
- D
- E
- F
- G
- H
- I
- J
- K
- L
- M
- N
- O
- P
- Q
- R
- S
- T
- U
- V
- W
- X
- Y
- Z

## #
#34Wargames

## A
- AAA Games — États-Unis
- Activision — États-Unis
- Ageod — France
- Alsyd Multimedia — France
- Atari — France
- Amazon Games—États-Unis

## B
- Bandai — Japon
- Bethesda Softworks — États-Unis
- Bigben Interactive — France
- Blizzard Entertainment — États-Unis
- BMG Interactive — États-Unis
- Bohemia Interactive — Tchéquie
- Bounty — France
- Buka Entertainment — Russie

## C
- C2C Games — France
- Capcom — Japon
- Circle — France
- Codemasters — Royaume-Uni
- Cyberdome — Belgique

## D
- Data Becker — États-Unis
- DIES Distribution — Belgique
- DreamCatcher Interactive — Canada
- Distribusoft Inc — Canada

## E
- Eidos Interactive — États-Unis
- Electronic Arts — États-Unis
- Emtec Magnetics — France
- Engine Soft Entertainment — Taïwan
- E-Concept - France

## F
- Focus Entertainment — France
- Fox Interactive — États-Unis
- Funsoft — États-Unis

## G
- Game Studios — États-Unis
- Gamesplanet — France
- Garena — Singapour
- GT Interactive — États-Unis
- Gameloft—France
- Goodgame Studios — Allemagne

## H
- Hasbro Interactive — États-Unis
- HD Interactive — Pays-Bas

## I
- Infogrames — France
- Innelec Multimedia — France
- Interplay — États-Unis
- Importel - Canada

## J
- Jellyfish Software — Royaume-Uni

## K
- Konami — Japon

## L
- Lego Media — États-Unis
- Looking Glass Studios — Royaume-Uni
- Lucasarts - États-Unis

## M
- Mattel Interactive — États-Unis
- Melbourne House — Australie
- Mélisoft — France
- Metaboli — France
- MGM Interactive — États-Unis
- Micro Application — France
- Microfolie's — France
- Microids — France
- Microsoft — États-Unis
- Micromania - France États-Unis
- Midas Interactive Entertainment — Pays-Bas
- Midway Games — États-Unis
- Mindscape — États-Unis
- Monte Cristo Multimedia - France
- Montparnasse Multimedia — France
- Mojang Studios - Suède

## N
- Navigo — Allemagne
- Nintendo — Japon
- Nexway Games — France
- Nobilis — France

## O
- Ocean — Royaume-Uni
- On Deck Interactive — États-Unis

## P
- PAN Interactive — Suède
- Panasonic Interactive Media — États-Unis
- Perfect Publishing — États-Unis
- Project 3 Interactive — Pays-Bas
- Pixitroc — France
- Plug In Digital — France

## R
- Ravensburger Interactive — Allemagne
- RealNetworks — États-Unis
- Replay France — France
- Rockstar Games — États-Unis

## S
- Sega — Japon, États-Unis
- Sierra On-Line — États-Unis
- Simon & Schuster Interactive — États-Unis
- Sodifa — France
- Softsel — États-Unis
- Sony — Japon
- SouthPeak Games — États-Unis
- Square Enix — Japon

## T
- Take-Two Interactive — États-Unis
- TDK Mediactive Inc. — États-Unis
- TDK Mediactive Europe - Allemagne
- TF1 Multimedia — France
- THQ — France
- Titus Interactive — France
- Topware Entertainment - Allemagne

## U
- Ubisoft — France
- U.S. Gold — États-Unis

## V
- Valusoft — États-Unis
- Virgin Interactive — France
- Vivendi Universal Games — Canada

## Z
- Zuxxez Entertainment — Allemagne